# 1970年代
1970年代（せんきゅうひゃくななじゅうねんだい）は、西暦（グレゴリオ暦）1970年から1979年までの10年間を指す十年紀。この項目では、国際的な視点に基づいた1970年代について記載する。

## できごと

### 1970年
- 三島由紀夫自死（三島事件）。
- 日本万国博覧会（大阪万博）が開催。
- FIFAワールドカップ・メキシコ大会開催。ブラジルがイタリアを下し優勝。
- 天六ガス爆発事故
- ビートルズが解散。
- ICSDクリアストリームがルクセンブルクで設立される。

### 1971年
- ドルショックが起こる。
- 中華人民共和国が国連加盟、中華民国（台湾）は事実上の追放。（アルバニア決議）

### 1972年
- 札幌オリンピック
- イスラエルのテルアビブ空港で日本赤軍乱射事件。
- 日中共同声明
- ウォーターゲート事件
- ミュンヘンオリンピック

### 1973年
- オイルショック
- ニューヨーク・ワールドトレードセンタービル（現：1 ワールドトレードセンター）グランドオープン。
- 日本赤軍によるドバイ日航機ハイジャック事件発生。
- ブルース・リー主演の映画『燃えよドラゴン』が公開され、大旋風が起こるもブルース・リー死去。
- 金大中事件発生。
- 第四次中東戦争勃発。

### 1974年
- ブラント西ドイツ首相の秘書ギュンター・ギヨームが東ドイツ情報機関のスパイとして逮捕（ギヨーム事件）。
- カーネーション革命、ポルトガルの独裁体制が崩壊。
- ギリシャの軍事政権が亡命していたカラマンリスが帰国して新政権を樹立し終焉。
- ウォーターゲート事件でニクソン米大統領が辞職。
- 中華人民共和国秦王朝「始皇帝」の墓の一部とされる兵馬俑が発掘される。
- 日本赤軍がオランダ・ハーグにあるフランス大使館を占拠（ハーグ事件）。
- レオナルド・ダ・ヴィンチ作の絵画『モナ・リザ』が上野国立西洋美術館で期間展示される。
- FIFAワールドカップ・西ドイツ大会開催。地元西ドイツがオランダを下し優勝。
- サッカーのペレが引退。

### 1975年
- サイゴン（当時）陥落、ベトナム戦争が終結。
- イギリス女王エリザベス2世が来日する。
- 蔣介石中華民国総統が死去。
- 沖縄国際海洋博覧会開幕。
- 日本赤軍がマレーシア・クアラルンプールのアメリカ大使館等を占拠（クアラルンプール事件）。
- 第1回サミットがフランスで開催。
- スペインの総統であるフランシスコ・フランコが死去。

### 1976年
- アメリカで、ロッキード事件が発覚する。
- ソウェト蜂起
- 中華人民共和国の総理周恩来が死去。
- 中国共産党の主席毛沢東が死去。
- 中華人民共和国で唐山地震。24万人以上の犠牲（20世紀最大被害の地震）。
- ベレンコ中尉亡命事件
- モントリオールオリンピック

### 1977年
- Apple IIを発表。
- ジミー・カーター、アメリカ合衆国39代大統領に就任。
- 日米漁業協定調印。200海里経済水域規定に基づく初の漁業協定。
- スペイン領カナリア諸島でテネリフェの悲劇。死者583人を出す史上最悪の航空事故となった。
- ロンドンで第3回サミット開催。
- 1977年ニューヨーク大停電 - ニューヨークで落雷が原因の停電が起こり、復旧までの3日間に900万人が影響を受けた。
- ダッカ日航機ハイジャック事件

### 1978年
- アフガニスタンで四月革命発生。事実上のアフガニスタン紛争の始まり。
- 世紀の作曲家アラム・ハチャトゥリアンが死去。
- FIFAワールドカップ・アルゼンチン大会開催。地元アルゼンチンがオランダを下し優勝。
- 日中平和友好条約調印。
- 日本をはじめアジア各国において、中波放送の周波数間隔を10キロサイクル (kc) から9キロヘルツ (kHz) 間隔に変更。

### 1979年
- 第二次オイルショックが起こる。
- アメリカ合衆国と中華人民共和国が国交樹立。
- スリーマイル島原子力発電所事故
- イギリスでサッチャーが国内初の女性首相となる。
- イラン革命
- イラク、バアス党のサッダーム・フセインがイラク大統領に就任。
- エジプトとイスラエルがエジプト・イスラエル平和条約に調印。
- イランアメリカ大使館人質事件
- 東京サミット
- 韓国の大統領である朴正煕が暗殺される。
- 旧ソ連がアフガニスタンに侵攻。
- マザー・テレサがノーベル平和賞を受賞する。

## 世相

### 社会
- 欧米を中心に、スタグフレーションが起こる。
- 1970年代後半から、新保守主義の台頭が始まる。
- 文化大革命が終焉。鄧小平の指導体制の下で、1978年から改革開放政策が始まる。
- 韓国で漢江の奇跡（韓国の高度経済成長）。

### 文化
- 欧米ではロックがポップミュージックの主流となった。ロックの複雑化・多様化が進み、プログレッシブ・ロック、グラムロック、ニューロマンティックが流行したが、末期にはその反動からシンプルで反逆的なパンク・ロックが英米を席巻した。
- マイクロプロセッサの登場。パーソナルコンピュータが現れ、一般の人々がコンピュータを手軽に使えるようになった。
- 1972年に初の家庭用ゲーム機「オデッセイ」がアメリカで発売された。また、アーケードゲーム『ポン』を大ヒットさせたアタリ社もその移植版となる家庭用ゲーム機「ホーム・ポン」を1975年にアメリカで発売し、家庭用ゲームが認知されるきっかけとなった（第1世代）。1970年代後半にはアーケードゲーム『スペースインベーダー』が日本で一大ブームを巻き起こした。

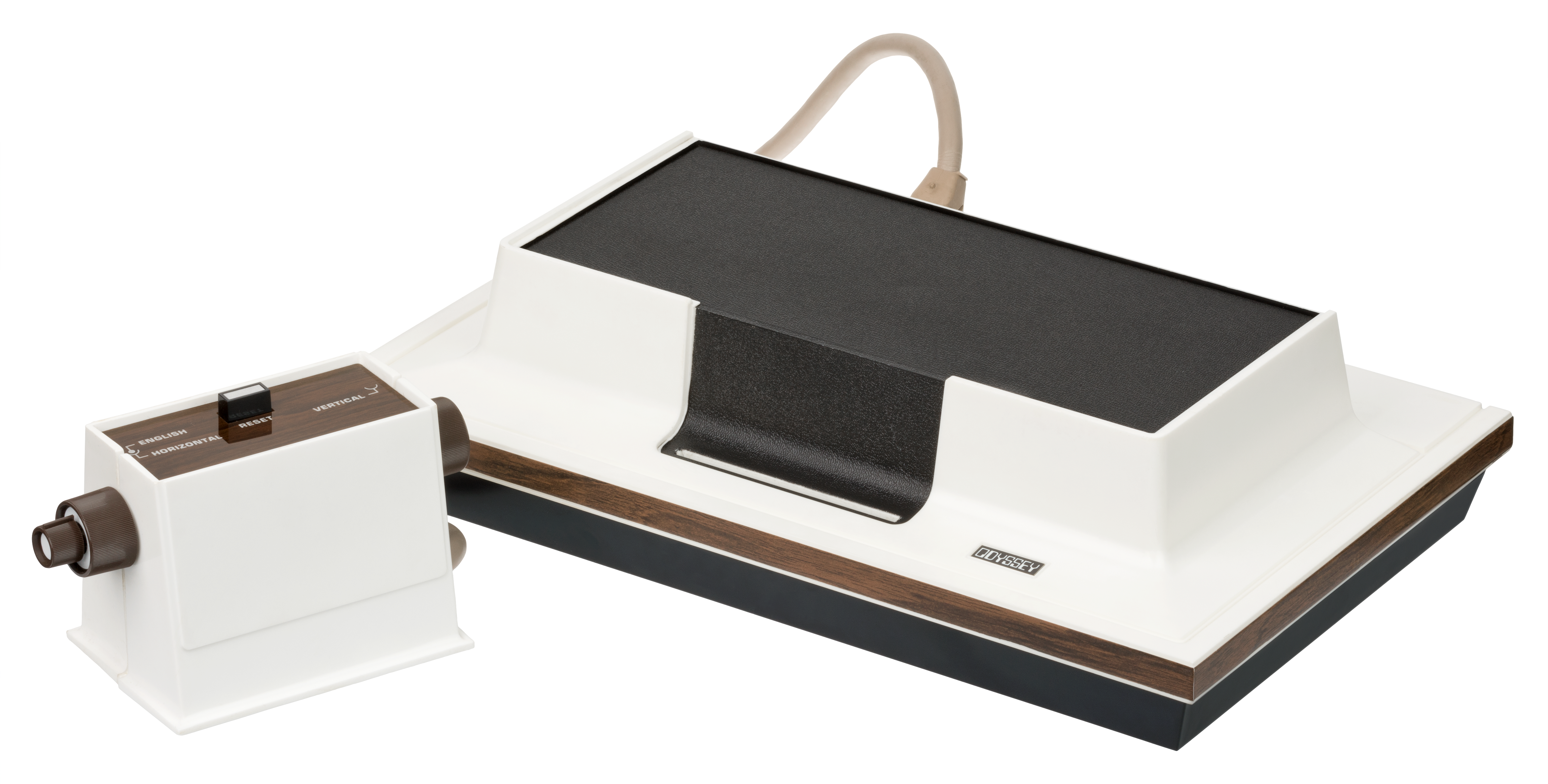
オデッセイ
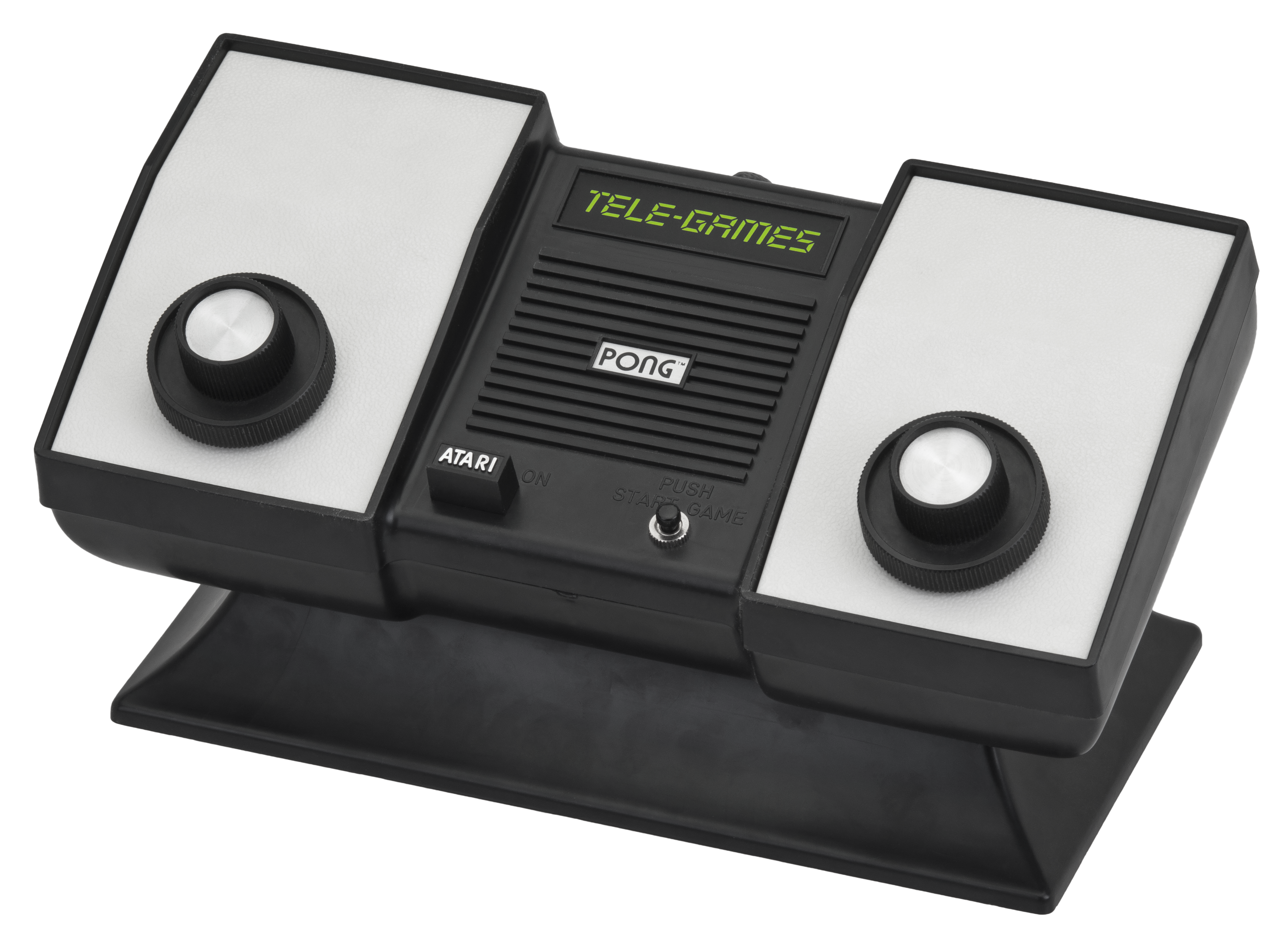
ホーム・ポン

## 人物

### アメリカ合衆国と西ヨーロッパ

#### 政治と軍事
- マルセロ・カエターノ（1906年 - 1980年）
- ネルソン・ロックフェラー（1908年 - 1979年）
- ジョルジュ・ポンピドゥー（1911年 - 1974年）
- ジェームズ・キャラハン（1912年 - 2005年）
- ヨハネ・パウロ1世（1912年 - 1978年）
- リチャード・ニクソン（1913年 - 1994年）
- ジェラルド・ルドルフ・フォード（1913年 - 2006年）
- ヴィリー・ブラント（1913年 - 1992年）
- ハロルド・ウィルソン（1916年 - 1995年）
- エドワード・ヒース（1916年 - 2005年）
- アルド・モーロ（1916年 -  1978年）
- ヘルムート・シュミット（1918年 - 2015年）
- ジュリオ・アンドレオッティ（1919年 - 2013年）
- ゲオルギオス・パパドプロス（1919年 - 1999年）
- ヨハネ・パウロ2世（1920年 - 2005年）
- エンリコ・ベルリンゲル（1922年 - 1984年）
- ヘンリー・キッシンジャー（1923年 - 2023年）
- ジミー・カーター（1924年 - 2024年）
- マーガレット・サッチャー（1925年 - 2013年）
- ヴァレリー・ジスカール・デスタン（1926年 - 2020年）
- ズビグネフ・ブレジンスキー（1928年 - 2017年）
- フアン・カルロス1世（1938年 - ）

#### 哲学と思想
- グレゴリー・ベイトソン（1904年 - 1980年）
- エマニュエル・レヴィナス（1906年 - 1995年）
- エルンスト・フリードリヒ・シューマッハー（1911年 - 1977年）
- ハインツ・コフート（1913年 - 1981年）
- ジェームズ・ジョル（1918年 - 1994年）
- ポール・ド・マン（1919年 - 1983年）
- ジェームズ・マギル・ブキャナン（1919年 -2013年）
- ジョン・ロールズ（1921年 - 2002年）
- ケネス・アロー（1921年 - 2017年）
- ルネ・ジラール（1923年 - 2015年）
- ジョン・グレヴィル・アガード・ポーコック（1924年 - 2023年）
- ポール・ファイヤアーベント（1924年 - 1994年）
- ジル・ドゥルーズ（1925年 - 1995年）
- ミシェル・ド・セルトー（1925年 - 1986年）
- マイケル・ダメット（1925年 - 2011年）
- カルロス・カスタネダ（1925年/1931年? - 1998年）
- ヒラリー・パトナム（1926年 - 2016年）
- クリフォード・ギアツ（1926年 - 2006年）
- イヴァン・イリイチ（1926年 - 2002年）
- ニクラス・ルーマン（1927年 - 1998年）
- アルビン・トフラー（1928年 - 2016年）
- ヘイドン・ホワイト（1928年 - 2018年）
- ジョージ・スタイナー（1929年 - 2020年）
- エマニュエル・ル・ロワ・ラデュリ（1929年 - 2023年）
- フェリックス・ガタリ（1930年 - 1992年）
- ピエール・ブルデュー（1930年 - 2002年）
- ミシェル・セール（1930年 - 2019年）
- ハロルド・ブルーム（1930年 ‐ 2019年）
- イマニュエル・ウォーラーステイン（1930年 - 2019年）
- エズラ・ヴォーゲル（1930年 - 2020年）
- マーシャル・サーリンズ（1930年 - 2021年）
- リチャード・ローティ（1931年 - 2007年）
- ポール・ヴィリリオ（1932年 - 2018年）
- ジョン・サール（1932年 - ）
- スタンレー・ミルグラム（1933年 - 1984年）
- エドワード・サイード（1935年 - 2003年）
- ピーター・ブラウン（1935年 - ）
- トマス・ネーゲル（1937年 - ）
- ロバート・ノージック（1938年 - 2002年）
- ピエール・マシュレ（1938年 - ）
- カルロ・ギンズブルグ（1939年 - ）
- ツヴェタン・トドロフ（1939年 - 2017年）
- クェンティン・スキナー（1940年 - ）
- マッシモ・カッチャーリ（1944年 - ）
- ダグラス・ホフスタッター（1945年 - ）

#### 文学
- ソール・ベロー（1915年 - 2005年）
- ハインリヒ・ベル（1917年 - 1985年）
- プリーモ・レーヴィ（1919年 - 1987年）
- チャールズ・ブコウスキー（1920年 - 1994年）
- カート・ヴォネガット（1922年 - 2007年）
- ミシェル・トゥルニエ（1924年 - 2016年）
- ミヒャエル・エンデ（1929年 - 1995年）
- ジョン・バース（1930年 - ）
- ゲーリー・スナイダー（1930年 - ）
- トニ・モリスン（1931年 - 2019年）
- レイモンド・ブリッグズ（1934年 - 2022年）
- デイヴィッド・ロッジ（1935年 - ）
- ジョルジュ・ペレック（1936年 - 1982年）
- リチャード・バック（1936年 - ）
- トマス・ピンチョン（1937年 - ）
- ジョン・アーヴィング（1942年 - ）
- エリカ・ジョング（1942年 - ）
- スティーヴン・キング（1947年 - ）
- ケン・フォレット（1949年 - ）

#### 芸術
- ミノル・ヤマサキ（1912年 - 1986年）
- ヘルムート・ニュートン（1920年 - 2004年）
- ヨーゼフ・ボイス（1921年 - 1986年）
- デュアン・マイケルズ（1932年 - ）
- リチャード・ロジャース（1933年 - 2021年）
- クリストとジャンヌ＝クロード
  - クリスト（1935年 - 2020年）
  - ジャンヌ＝クロード（1935年 - 2009年）
- イリナ・イオネスコ（1935年 - 2022年）
- リチャード・エステス（1936年 - ）
- ハンス・ハーケ（1936年 - ）
- ヤニス・クネリス（1936年 - 2017年）
- クロード・ヴィアラ（1936年 - ）
- デイヴィッド・ホックニー（1937年 - ）
- レンゾ・ピアノ（1937年 - ）
- ダニエル・ビュラン（1938年 - ）
- リチャード・セラ（1938年 - ）
- チャールズ・ジェンクス（1939年 - 2019年）
- ジャン・ピエール・レイノー（1939年 - ）
- チャック・クロース（1940年 - 2021年）
- ジャン・ポール・グード（1940年 - ）
- ブルース・ナウマン（1941年 - ）
- ダニエル・ドゥズーズ（1942年 - ）
- ジェームズ・タレル（1943年 - ）
- ギルバート&ジョージ
  - ギルバート・プロッシュ（1943年 - ）
  - ジョージ・パサモア（1942年 - ）
- ジョセフ・コスース（1945年 - ）
- アニー・リーボヴィッツ（1949年 - ）

#### ファッション
- ラルフ・ローレン（1939年 - ）
- アニエス・ベー（1941年 - ）
- ヴィヴィアン・ウェストウッド（1941年 - ）
- カルバン・クライン（1942年 - ）

#### 映画・舞踏・エンターテイナー
- ピエル・パオロ・パゾリーニ（1922年 - 1975年）
- マーロン・ブランド（1924年 - 2004年）
- ロバート・アルトマン（1925年 - 2006年）
- ボブ・フォッシー（1927年 - 1987年）
- アレハンドロ・ホドロフスキー（1929年 - ）
- ジーン・ハックマン（1930年 - 2025年）
- リチャード・ドナー（1930年 - 2021年）
- ジェームズ・アール・ジョーンズ（1931年 - 2024年）
- エルマンノ・オルミ（1931年 - 2018年）
- ミロシュ・フォアマン（1932年 - 2018年）
- ドナルド・サザーランド（1935年 - 2024年）
- ウディ・アレン（1935年 - ）
- テオ・アンゲロプロス（1935年 - 2012年）
- ジェーン・フォンダ（1937年 - ）
- フランシス・フォード・コッポラ（1939年 - ）
- マイケル・チミノ（1939年 - ）
- ウィリアム・フリードキン（1939年 - ）
- フォルカー・シュレンドルフ（1939年 - ）
- ビクトル・エリセ（1940年 - ）
- ブライアン・デ・パルマ（1940年 - ）
- ピナ・バウシュ（1940年 - 2009年）
- ライアン・オニール（1941年 - ）
- ヴェルナー・ヘルツォーク（1942年 - ）
- クリストファー・ウォーケン（1943年 - ）
- ジョージ・ルーカス（1944年 - ）
- スティーヴン・スピルバーグ（1946年 - ）
- シルヴェスター・スタローン（1946年 - ）
- シャーロット・ランプリング（1946年 - ）
- ライザ・ミネリ（1946年 - ）
- ダイアン・キートン（1946年 - ）
- シガニー・ウィーバー（1949年 - ）
- ジョン・トラボルタ（1954年 - ）

#### 音楽

##### クラシック音楽
- ルチアーノ・パヴァロッティ（1935年 - 2007年）

##### 現代音楽
- ヤニス・クセナキス（1922年 - 2001年）
- ジョン・ウィリアムズ（1932年 - ）
- スティーヴ・ライヒ（1936年 - ）
- フィリップ・グラス （1937年 - ）
- マイケル・ナイマン（1944年 - ）
- ブライアン・イーノ（1948年 - ）

##### ポピュラー音楽
- カーペンターズ
  - リチャード・カーペンター（1946年 - ）
  - カレン・カーペンター（1950年 - 1983年）
- クイーン
  - フレディー・マーキュリー（1946年 - 1991年）
  - ブライアン・メイ（1947年 - ）
  - ロジャー・テイラー（1949年 - ）
  - ジョン・ディーコン（1951年 - ）
- デヴィッド・ボウイ（1947年 - 2016年）
- オリビア・ニュートン＝ジョン（1948年 - 2022年）
- マイケル・ジャクソン（1958年 - 2009年）

#### 科学
- コンラート・ローレンツ（1903年 - 1989年）
- ジェームズ・ギブソン（1904年 - 1979年）
- ノーマン・ボーローグ（1914年 - 2009年）
- イリヤ・プリゴジン（1917年 - 2003年）
- エドワード・ローレンツ（1917年 - 2008年）
- ルネ・トム（1923年 - 2002年）
- ブノワ・マンデルブロ（1924年 - 2010年）
- ヴォルフガング・ハーケン（1928年 - ）
- エドワード・オズボーン・ウィルソン（1929年 - ）
- スティーヴン・ジェイ・グールド（1941年 - 2002年）
- リチャード・ドーキンス（1941年 - ）
- デニス・メドウズ（1942年 - ）

#### 料理
- ポール・ボキューズ（1926年 - 2018年）

#### その他
- サイモン・ヴィーゼンタール（1908年 - 2005年）
- ギュンター・ギヨーム（1927年 - 1995年）
- ビリー・マーチン（1928年 - 1989年）
- チャック・タナー（1928年 - 2011年）
- ディック・ウィリアムズ（1929年 - 2011年）
- アール・ウィーバー（1930年 - 2013年）
- ホワイティ・ハーゾグ（1931年 - 2024年）
- スパーキー・アンダーソン（1934年 - 2010年）
- ピート・ローズ（1941年 - 2024年）
- フランツ・ベッケンバウアー（1945年 - 2024年）
- レジー・ジャクソン（1946年 - ）
- ユリ・ゲラー（1946年 - ）
- ノーラン・ライアン（1947年 - ）
- カリーム・アブドゥル＝ジャバー（1947年 - ）
- ヨハン・クライフ（1947年 - 2016年）
- O・J・シンプソン（1947年 - 2024年）
- マイク・シュミット（1949年 - ）
- ジュリアス・アービング（1950年 - ）

### ソ連と東ヨーロッパ
- ミハイル・スースロフ（1902年 - 1982年）
- ニコライ・ポドゴルヌイ（1903年 - 1983年）
- アレクセイ・コスイギン（1904年 - 1980年）
- レオニード・ブレジネフ（1907年 - 1982年）
- ヤン・パトチカ（1907年 - 1977年）
- アンドレイ・グロムイコ（1909年 - 1989年）
- エーリッヒ・ホーネッカー（1912年 - 1994年）
- グスターフ・フサーク（1913年 - 1991年）
- ボフミル・フラバル（1914年 - 1997年）
- アレクサンドル・ソルジェニーツィン（1918年 - 2008年）
- アンドレイ・サハロフ（1921年 - 1989年）
- セルゲイ・パラジャーノフ（1924年 - 1990年）
- ムスティスラフ・ロストロポーヴィチ（1927年 - 2007年）
- ハイナー・ミュラー（1929年 - 1995年）
- エステルハージ・ペーテル（1950年 - 2016年）

### ラテン・アメリカとカリブ海諸国
- パブロ・ネルーダ（1904年 - 1973年）
- サルバドール・アジェンデ（1908年 - 1973年）
- アウグスト・ピノチェト（1915年 - 2006年）
- ホルヘ・ラファエル・ビデラ（1925年 - 2013年）
- グスタボ・グティエレス（1928年 - ）
- ウンベルト・マトゥラーナ（1928年 - 2021年）
- イサベル・ペロン（1931年 - ）
- マヌエル・プイグ（1932年 - 1990年）
- ボブ・マーリー（1945年 - 1981年）
- フランシスコ・バレーラ（1946年 - 2001年）
- ディエゴ・マラドーナ（1960年 - 2020年）

### サハラ以南のアフリカ
- ジャン・ベデル・ボカサ（1921年 - 1996年）
- ナディン・ゴーディマー（1923年 - 2014年）
- イディ・アミン（1925年 - 2003年）
- アゴスティニョ・ネト（1922年 - 1979年）
- ルイス・カブラル（1931年 - 2009年）
- サモラ・マシェル（1933年 - 1986年）
- メンギスツ・ハイレ・マリアム（1937年 - ）

### 西アジアと北アフリカ
- ゴルダ・メイア（1898年 - 1978年）
- ルーホッラー・ホメイニー（1902年 - 1989年）
- ファイサル（1906年 - 1975年）
- メナヘム・ベギン（1913年 - 1992年）
- アンワル・アッ＝サーダート（1918年 - 1981年）
- バブラク・カールマル（1929年 - 1996年）
- ハーフィズ・アル＝アサド（1930年 - 2000年）
- ダニ・カラヴァン（1930年 - 2021年）

### 南アジア
- モラルジー・デーサーイー（1896年 - 1995年）
- マザー・テレサ（1910年 - 1997年）
- インディラ・ガンディー（1917年 - 1984年）
- ムジブル・ラフマン（1920年 - 1975年）
- ムハンマド・ジア・ウル・ハク（1924年 - 1988年）
- ズルフィカール・アリー・ブットー（1928年 - 1979年）
- バグワン・シュリ・ラジニーシ（1931年 - 1990年）

### 東南アジア

#### 政治
- チャン・バン・フォン（1902年 - 1982年）
- レ・ズアン（1907年 - 1986年）
- ロン・ノル（1913年 - 1985年）
- ズオン・バン・ミン（1916年 - 2001年）
- ノロドム・シハヌーク（1922年 - 2012年）
- グエン・ヴァン・チュー（1923年 - 2001年）
- ポル・ポト（1928年 - 1998年）
- ヘン・サムリン（1934年 - ）

#### 映画とエンターテイナー
- P・ラムリー（1929年 - 1973年）

### 中国
- 毛沢東（1893年 - 1976年）
- 葉剣英（1897年 - 1986年）
- 周恩来（1898年 - 1976年）
- 鄧小平（1904年 - 1997年）
- 林彪（1907年 - 1971年）
- 李先念（1909年 - 1992年）
- 四人組
  - 江青（1914年 - 1991年）
  - 張春橋（1917年 - 2005年）
  - 姚文元（1932年 - 2005年）
  - 王洪文（1935年 - 1992年）
- 汪東興（1916年 - 2015年）
- 華国鋒（1921年 - 2008年）

### 台湾
- 厳家淦（1905年 - 1993年）
- 蔣経国（1910年 - 1988年）

### 韓国
- 朴正煕（1917年 - 1979年）
- 崔圭夏（1919年 - 2006年）